# Sh2-145
Sh2-145 est une grande nébuleuse en émission visible dans la constellation de Céphée.
Elle est identifiée dans la partie centrale de la constellation, à environ un quart de la distance angulaire entre ι Cephei et μ Cephei. La période la plus appropriée pour son observation dans le ciel du soir tombe entre les mois de juillet et décembre et elle est considérablement facilitée pour les observateurs situés dans les régions de l'hémisphère boréal, où elle se produit circumpolaire jusqu'aux régions tempérées chaudes.
C'est une grande nébuleuse d'aspect hétérogène et dispersé, dépourvue de structure uniforme et divisée en plusieurs segments. Elle est située à une distance d'environ 900 pc (∼2 940 al) en direction des associations stellaires Céphée OB2 et Céphée OB3, et est peut-être liée à la superbulle en expansion Cepheus Bubble dans le complexe de Céphée. Quelques étoiles responsables de son ionisation ont été reconnues dans son voisinage : HD 213023, une étoile multiple de classe spectrale O9V, BD+62 2078, de classe O7V, plus deux supergéantes bleues de classe B.